# Prisoners in Paradise (album)
| Recensione | Giudizio |
| ---------- | -------- |
| AllMusic   |          |

Prisoners in Paradise è il quinto album in studio del gruppo musicale svedese Europe, pubblicato nel settembre 1991 dalla Epic Records.
L'album registrò discrete vendite in Europa e in Asia, ma fu un disastro commerciale negli Stati Uniti dove in quel periodo era in piena ascesa il movimento grunge. Tale insuccesso portò la band allo scioglimento nella tarda primavera del 1992, salutando i fan con la raccolta 1982-1992 pubblicata l'anno successivo.

## Il disco
È un album che segna una leggera svolta stilistica nel sound della band che, in questo disco, è alle prese con melodie molto catchy e americaneggianti stile Bon Jovi. Il cantante Joey Tempest dà la prova di essere ancora un ottimo compositore, nonostante le continue pressioni della Epic Records che voleva un numero di vendite paragonabile a quello di The Final Countdown. La prima traccia dell'album, All or Nothing, evidenzia questa nuova direzione sonora, voluta dalla casa discografica, per poter avere un definitivo incremento di vendite oltre l'Atlantico. Halfway to Heaven, l'ultimo singolo estratto dall'album nel marzo 1992, si fa notare per la melodia allegra e piuttosto grintosa, oltre che per gli assoli di chitarra di Kee Marcello. I'll Cry for You, altro singolo pubblicato, è una power ballad piacevole, che tenta di ricalcare le orme di Carrie. La title track Prisoners in Paradise è una canzone malinconica e da un testo profondo. Girl from Lebanon chiude il quinto lavoro degli Europe con un testo provocante e una melodia più cupa rispetto al resto del disco. Le canzoni, al contrario che in passato, sono scritte oltre che dal frontman Joey Tempest anche dagli altri componenti del gruppo e da compositori esterni. Il titolo nascondeva un messaggio intrinseco lanciato dalla band, che in questo periodo si vedeva sfruttata dalla Epic Records. Originariamente l'album doveva chiamarsi Break Free e la sua pubblicazione sarebbe dovuta realizzarsi l'anno precedente (salvando probabilmente le vendite negli Stati Uniti dove il movimento grunge ancora non aveva invaso il mercato), ma la traccia omonima e altre come Yesterday's News furono escluse dalla casa discografica perché considerate troppo "heavy" e non adatte alla band (che invece voleva dimostrare l'opposto). Queste furono pubblicate come lati B dei singoli estratti dall'album e alcune furono inserite in varie raccolte negli anni successivi. Tutta la sessione di registrazione del periodo 1989-90 è inclusa in un bootleg intitolato Le Baron Boys. Due di queste tracce inedite, Wild Child e I Don't Know How to Love No More, saranno riprese da Kee Marcello nel suo album solista Scaling Up del 2016. Nella sua autobiografia il chitarrista ha rivelato che il primo produttore scelto per l'album non era Beau Hill ma Bob Rock, che aveva inizialmente accettato di collaborare con gli Europe, ma successivamente rinunciò per lavorare sul Black Album dei Metallica. A causa dell'insuccesso commerciale ottenuto dall'album, gli Europe vennero abbandonati dalla Epic e fecero la stessa fine di molte altre band nel mondo del genere pop metal (ormai in pieno declino). Gli Europe si sciolsero quindi verso la fine del 1992, per poi decidere di riformarsi solamente nel 2003.

## Tracce
1. All or Nothing – 3:55 (Eric Martin, André Pessis, Joey Tempest)
2. Halfway to Heaven – 4:07 (Tempest, Jim Vallance)
3. I'll Cry for You – 5:21 (Tempest, Bob Mitchell, Nick Graham)
4. Little Bit of Lovin' – 4:48 (Tempest, Kee Marcello, Vallance)
5. Talk to Me – 4:07 (Mark Spiro, Mic Michaeli, Tempest)
6. Seventh Sign – 4:43 (Tempest, Bill Wolfer, Dean Pitchford, Marcello, Michaeli)
7. Prisoners in Paradise – 5:37 (Tempest, Dennis Lambert, Peter Beckett)
8. Bad Blood – 4:20 (Tempest, John Parker, Michaeli, Marcello)
9. Homeland – 4:51 (Tempest, Desmond Child, Michaeli, Marcello)
10. Got Your Mind in the Gutter – 5:00 (Tempest, Beau Hill, Marcello, Vallance)
11. Til My Heart Beats Down Your Door – 3:48 (Brian McDonald, Fiona, Geoff Robertson, Tempest, Michaeli)
12. Girl from Lebanon – 4:21 (Tempest, Vallance)

### Tracce bonus dell'edizione giapponese
1. Break Free – 4:05 (Tempest, Vallance)
2. Yesterday's News – 5:27 (Tempest, Marcello, Michaeli, Beckett, Richard Feldman) – inserita anche nelle raccolte Rock the Night: The Very Best of Europe, 1982-1992 e 1982-2000

### Tracce bonus della ristampa Spitfire Records del 2001
1. Mr. Government Man – 3:37 (Tempest, Hill, Vallance) – anche nella raccolta Rock the Night: The Very Best of Europe
2. A Long Time Comin' – 4:09 (Tempest, Vallance) – anche nella raccolta Rock the Night: The Very Best of Europe

### Tracce disponibili solo in raccolte varie
1. Sweet Love Child – 4:57 (Tempest, Child, Marcello, Michaeli) – pubblicata nelle raccolte Rock the Night: The Very Best of Europe, 1982-1992 e 1982-2000
2. Rainbow Warrior – 6:35 (Tempest) – pubblicata in CD in allegato con la Encyclopedia of Swedish Hard Rock And Heavy Metal 1970-1996
3. Blame It On Me – 4:45 (Tempest) – pubblicata in CD in allegato con la Encyclopedia of Swedish Hard Rock And Heavy Metal vol II (2002)[6]
4. Here Comes the Night – 4:26 – pubblicata nella raccolta Rock the Night: The Very Best of Europe e registrata in una nuova versione da Kee Marcello per il suo album Redux: Europe (2011)

### Tracce demo rimaste inedite
1. Wild Child – registrata in una nuova versione da Kee Marcello per il suo album Scaling Up (2016)
2. I Don't Know How to Love No More – registrata in una nuova versione da Kee Marcello per il suo album Scaling Up (2016)
3. Wanted Man
4. Little Sinner
5. Never Gonna Say Goodbye

## Formazione
Europe
- Joey Tempest – voce
- Kee Marcello – chitarre, cori
- John Levén – basso
- Mic Michaeli – tastiere, cori
- Ian Haugland – batteria, cori

Altri musicisti
- Nate Winger, Paul Winger – cori

Produzione
- Beau Hill – produzione, missaggio
- Jimmy Hoyson – ingegneria del suono, missaggio
- Martin Horenburg  – ingegneria del suono (assistente)
- Ted Jensen – mastering
- Jeff Katz –  fotografia
- Mark Wilkinson – illustrazioni
- Tony Sellari – direzione artistica

## Classifiche
| Classifica (1991) | Posizione massima |
| ----------------- | ----------------- |
| Austria           | 32                |
| Finlandia         | 21                |
| Germania          | 38                |
| Giappone          | 12                |
| Italia            | 22                |
| Norvegia          | 18                |
| Paesi Bassi       | 60                |
| Regno Unito       | 61                |
| Svezia            | 9                 |
| Svizzera          | 17                |

L'album fallì l'accesso in classifica negli Stati Uniti, fatto abbastanza inusuale per una band proveniente da due dischi multi-platino.